# Бразька церковна провінція
Бра́зька церко́вна прові́нція (лат. Provincia ecclesiastica Bracarensis) — провінція Католицької церкви в Португалії, з центром у місті Брага. Заснована 1071 року. Охоплює терени Північної Португалії. До складу провінції входить Бразька архідіоцезія та її суфраганні діоцезії — Авейрівська, Брагансько-Мірандська, Віано-Каштельська, Візеуська, Віла-Реальська, Коїмбрська, Ламегівська і Портуська. 

## Склад
- Авейрівська діоцезія
- Брагансько-Мірандська діоцезія
- Бразька архідіоцезія
- Віано-Каштельська діоцезія
- Візеуська діоцезія
- Віла-Реальська діоцезія
- Коїмбрська діоцезія
- Ламегуська діоцезія
- Портуська діоцезія